# Billy Grassam
William „Billy“ Grassam (* 20. November 1878 oder 1880 in Larbert, Falkirk; † 1943) war ein schottischer Fußballspieler, der während seiner Karriere hauptsächlich in England spielte.

## Karriere
Grassam gehörte kurz vor der Jahrhundertwende zu den herausragenden Spielern im Amateurfußball Glasgows und kam zu einem Einsatz für eine Auswahlmannschaft Glasgows gegen Lanarkshire sowie für eine schottische Amateurauswahl gegen Irland. Über Redcliffe Thistle und Maryhill kam er 1899 zum englischen Profiklub Burslem Port Vale in die Football League Second Division. Nach einer Saison wechselte er zum Londoner Verein West Ham United, für den er drei Spielzeiten in der Southern Football League spielte und in allen drei Spielzeiten mannschaftsintern bester Torschütze war. Dabei gelangen dem Schotten bereits bei seinem Ligadebüt am 1. September 1900 gegen Gravesend vier Treffer und damit der erste Hattrick in der Geschichte West Hams, im Dezember 1900 wurde er auch der erste Spieler des Klubs, der drei Treffer in einer Partie des FA Cups erzielte. 1902 übernahm er nach dem Abgang von Roddy McEachrane zu Woolwich Arsenal die Kapitänsbinde.
Im Mai 1903 kehrte Grassam kurzzeitig nach Schottland zurück und absolvierte zwei Ligapartien für Celtic Glasgow, wechselte aber bereits im September wieder in den englischen Fußball zu Manchester United, mit denen der Stürmer zweimal als Tabellendritter den Aufstieg in die First Division knapp verpasste. 1905 verließ Grassam Manchester und spielte nach kurzem Engagement beim FC Leyton Ende 1905 wieder bei West Ham United, ohne an die Trefferquote seines ersten Aufenthalts anknüpfen zu können und wurde schließlich vom aufstrebenden Danny Shea verdrängt. Am Boxing Day 1908 absolvierte er sein letztes Ligaspiel, im Februar 1909 stand er im FA Cup gegen Newcastle United letztmals für West Ham auf dem Platz. Er ließ seine Karriere anschließend beim FC Brentford ausklingen.